# Aeroportul Atarot
Aeroportul Atarot (IATA: JRS, ICAO: LLJR, OJJR) este un aeroport din Ierusalim, Districtul Ierusalim, Israel ce deservește zona Ierusalim. A fost deschis în 1920.
Situat la o altitudine de 757 m, aeroportul dispune de 1 pistă. Este operat de Armata Israeliană.

## Infrastructură

### Piste
Aeroportul dispune de o singură pistă. Pista 12/30 are suprafața de asfalt și dimensiunile 1.965 m × 45 m. 